# Perdita fulvescens
Perdita fulvescens là một loài Hymenoptera trong họ Andrenidae. Loài này được Timberlake mô tả khoa học năm 1980.